# Kristoffer Klaesson
Kristoffer Klaesson, né le 27 novembre 2000 à Oslo en Norvège, est un footballeur norvégien qui joue au poste de gardien de but au Viking FK.

## Biographie

### Vålerenga Fotball
Kristoffer Klaesson commence le football au Strømmen IF avant de rejoindre à onze ans le Vålerenga Fotball, où il poursuit sa formation.
Klaesson participe à son premier match en professionnel le 18 avril 2018, à seulement 17 ans, à l'occasion d'une rencontre de coupe de Norvège face au Årvoll IL (en). Il entre en jeu et son équipe s'impose largement par huit buts à zéro lors de ce match. Il joue son premier match d'Eliteserien, le 30 juin 2019, face au FK Haugesund. Il est titulaire lors de cette partie que son équipe remporte sur le score de quatre buts à un.
Devenu titulaire dans le but de Vålerenga à 19 ans, les prestations de Klaesson ne passent pas inaperçues, en juin 2020 un intérêt de Leeds United est évoqué pour le joueur. Il reste toutefois à Vålerenga.

### Leeds United
Le 31 juillet 2021, Kristoffer Klaesson s'engage avec Leeds United pour un contrat courant jusqu'à l'été 2025,.

### Raków Częstochowa
Lors de l'été 2024, Kristoffer Klaesson quitte Leeds United où il aura très peu joué avec l'équipe première, étant davantage utilisé avec l'équipe réserve. Il rejoint ainsi la Pologne et le club du Raków Częstochowa le 7 juillet 2024 pour un contrat de trois ans, soit jusqu'en juin 2027. Il ne joue toutefois aucun match avec ce club.

### AGF Aarhus
Le 30 septembre 2024, Kristoffer Klaesson rejoint librement le club danois de l'AGF Aarhus. Il signe un contrat d'un an et vient notamment renforcer le poste de gardien de but alors que Leopold Wahlstedt est blessé pour une longue durée.

### En sélection
Kristoffer Klaesson commence sa carrière internationale avec l'équipe de Norvège des moins de 15 ans. Il joue deux matchs avec cette sélection, en 2015.
Kristoffer Klaesson est sélectionné dans l'équipe de Norvège des moins de 19 ans pour participer au championnat d'Europe des moins de 19 ans en 2019. Il est le portier titulaire de la sélection et joue donc les trois matchs de son équipe, qui termine de troisième de son groupe et ne parvient pas à accéder au tour suivant.
Le 10 septembre 2019 Kristoffer Klaesson fête sa première sélection avec l'équipe de Norvège espoirs, à seulement 18 ans, face à la Hongrie. Il est titulaire lors de cette partie et la Norvège s'impose par trois buts à zéro.
En mars 2021, Kristoffer Klaesson est convoqué pour la première fois avec l'équipe nationale de Norvège par le sélectionneur Ståle Solbakken,.